# Rock and Roll Heart
Albums de Lou Reed
Coney Island Baby
(1975) Street Hassle
(1978)
Rock and Roll Heart est le septième album studio de Lou Reed, sorti fin 1976, et son premier chez Arista Records (qui est désormais un label de RCA Records, via Sony BMG ). "A Sheltered Life" date de 1967, lorsque le Velvet Underground enregistra une démo de celui-ci (disponible sur Peel Slowly and See ). Le Velvet Underground a également enregistré "Follow the Leader", version que l'on retrouve sur le live album "Bootleg Series volume 1: The Quine Tapes".

## Titres
Toutes les chansons sont de Lou Reed.

### Face 1
1. I Believe in Love - 2:46
2. Banging on My Drum - 2:11
3. Follow the Leader - 2:13
4. You Wear It So Well - 4:52
5. Ladies Pay - 4:22
6. Rock & Roll Heart - 3:05

### Face 2
1. Chooser and the Chosen One - 2:47
2. Senselessly Cruel - 2:08
3. Claim to Fame - 2:51
4. Vicious Circle - 2:53
5. A Sheltered Life - 2:20
6. Temporary Thing - 5:13

## Musiciens
- Lou Reed : chant, guitare, piano
- Marty Fogel : saxophone
- Michael Fonfara : piano, orgue, clavinet, ARP
- Bruce Yaw : basse
- Michael Suchorsky : batterie
- Garland Jeffreys : chœurs (4)